# Гатец (Червенский район)
Гатец (бел. Гацец) — деревня в Червенском районе Минской области Беларуси. Входит в состав Рованичского сельсовета.

## Географическое положение
Расположена в 38 километрах к северо-востоку от Червеня, в 71 км от Минска.

## История
В письменных источниках впервые упоминается в XVIII веке на территории Великого княжества Литовского. На 1781 год деревня насчитывала 12 дворов, где жили 97 человек, и принадлежала виленскому епископу И. Масальскому. В результате II раздела Речи Посполитой 1793 года вошла в состав Российской империи. На 1795 год она входила в состав имения Рованичи, принадлежавшего помещику А. Слотвинскому, здесь было 13 дворов. На 1800 год входила в состав Игуменского уезда Минской губернии, население составило 103 жителя. На 1858 год здесь было 10 дворов. В 1870 году деревня входила в Рованичский православный приход. Согласно переписи населения Российской империи 1897 года, в составе Беличанской волости, здесь было 33 двора, где проживали 320 человек. На начало XX века в деревне было 36 дворов и 236 жителей. На 1917 год дворов было 35, жителей — 252. С февраля по декабрь 1918 года деревня была оккупирована немцами, с августа 1919 по июль 1920 — поляками. 20 августа 1924 года она вошла в состав вновь образованного Рованичского сельсовета Червенского района Минского округа (с 20 февраля 1938 — Минской области). Согласно переписи населения СССР 1926 года здесь было 46 дворов, где проживал 281 человек. В 1930 году в деревне был организован колхоз «Колхозник Белоруссии», на 1932 год в его состав входили 12 крестьянских дворов. Во время Великой Отечественной войны деревня была оккупирована немецко-фашистскими захватчиками в начале июля 1941 года. В районе деревни действовали партизаны бригады «Разгром». 18 жителей деревни не вернулись с фронта. Освобождена в начале июля 1944 года. На 1960 год население деревни составило 265 человек. В 1980-е годы она относилась к совхозу «Рованичи», здесь работала животноводческая ферма, была библиотека. На 1997 год в деревне 54 дома и 120 жителей. На 2013 год 35 круглогодично жилых домов, 88 постоянных жителей, работает магазин.

## Население
- 1781 — 12 дворов, 97 жителей
- 1800 — 13 дворов, 103 жителя
- 1858 — 10 дворов
- 1897 — 33 двора, 320 жителей
- 1908 — 36 дворов, 236 жителей
- 1917 — 35 дворов, 252 жителя
- 1926 — 46 дворов, 271 житель
- 1960 — 265 жителей
- 1997 — 54 двора, 120 жителей
- 2013 — 35 дворов, 88 жителей